# Biełozierje (Mordowia)
Biełozierje (ros. Белозерье) – wieś (sieło) w Rosji, w Mordowii, w rejonie romodanowskim. W 2010 liczyła 2949 mieszkańców, głównie Tatarów.

## Urodzeni
- Rawil Chalikow - działacz separatystyczny na Ukrainie.